# Srí Lanka-i szürketokó
A Srí Lanka-i szürketokó (Ocyceros gingalensis) a madarak osztályába, a  szarvascsőrűmadár-alakúak (Bucerotiformes) rendjébe és a szarvascsőrűmadár-félék (Bucerotidae) családjába tartozó faj. A magyar név forrással nincs megerősítetve, lehet, hogy az angol név tükörfordítása (Sri Lanka Grey Hornbill).

## Rendszerezése
A fajt George Shaw angol botanikus és zoológus írta le 1811-ben, a Buceros nembe Buceros Gingalensis néven. Sorolták a Tockus nembe Tockus gingalensis néven is.

## Előfordulása
Srí Lanka területén honos. Természetes élőhelyei a szubtrópusi és trópusi síkvidéki esőerdők és száraz erdők, valamint ültetvények és vidéki kertek. Állandó, de kóborló faj.

## Megjelenése
Testhossza 45 centiméter.

## Szaporodása
Fészekalja 1-3 tojásból áll.

## Természetvédelmi helyzete
Az elterjedési területe korlátozott, egyedszáma pedig ismeretlen. A Természetvédelmi Világszövetség Vörös listáján nem fenyegetett fajként szerepel.